# 東北福祉大學
東北福祉大學（日语：／ Tohoku fukushi daigaku *）是一所位於日本宮城縣仙台市的私立大學，創立於1962年。前身是創立於1875年的「曹洞宗専門支校」。

## 概要
東北福祉大學著重培養學生取得「社會福祉士」與「精神保健福祉士」的國家資格，因此與日本社會事業大學、日本福祉大學並稱「福祉三大學」。
東北福祉大學與歷史背景相同的駒澤大學、愛知學院大學是姊妹校。近幾年棒球繁盛，培育出許多優秀的職業棒球選手。

## 學部與大學院

### 學部
- 綜合福利學部
- 兒童科學部
- 健康科學部
- 通信教育部

### 研究所（大學院）
- 綜合福利學研究科
- 通信制大學院

## 知名人物
- 小川誠二 - 教授，功能性磁共振成像（fMRI）發明者，日本國際獎、蓋爾德納國際獎、慶應醫學獎得主
- 松山英樹 - 校友，首位日本人高爾夫美國名人賽冠軍

## 外部連結
東北福祉大學網站 （页面存档备份，存于）